# ريك ومورتي (موسيقى تصويرية)
الموسيقى التصويرية لريك ومورتي هي الموسيقى التصويرية للمسلسل الهزلي الأمريكي للخيال العلمي المتحرك للكبار ريك ومورتي. تم إصداره في 28 سبتمبر 2018 عبر ساب بوب.
يتكون الألبوم من 26 أغنية, 24 منها من المواسم الثلاثة الأولى من العرض, و 18 منها من تأليف ريان إلدر خصيصًا للعرض. يحتوي الألبوم أيضًا على أغاني من فوضى الفوضى  وبيلي وبلاند ريدهيد و مازي النجم, والتي ظهرت جميعها في العرض, بالإضافة إلى نغمتين جديدتين من تشاد فانغالن والقصاصات. مستوحى من العرض.
ظهر الألبوم لأول مرة في الجزء العلوي من مخطط بيلبورد فاني البوم, في المرتبة الثانية على مخطط الموسيقى التصويرية, في المركز الرابع على مخطط الألبومات المستقلة, في المركز 19 على مخطط الإنترنت الأعلى, في رقم 22 على مبيعات الألبوم. الرسم البياني, وفي المركز 27 على الرسم البياني الرقمي العلوي.

## قائمة التشغيل
| #   | عنوان                                                                             | المدة |
| --- | --------------------------------------------------------------------------------- | ----- |
| 1.  | "Rick and Morty Theme" (performed by Ryan Elder)                                  | 0:35  |
| 2.  | "Jerry's Rick" (performed by Ryan Elder)                                          | 2:52  |
| 3.  | "The Small Intestine Song" (performed by دان هارمون، جستن رويلاند and Ryan Elder) | 0:36  |
| 4.  | "The Flu Hatin’ Rap" (performed by Dan Harmon and Ryan Elder)                     | 1:53  |
| 5.  | "African Dream Pop" (performed by Ryan Elder)                                     | 2:42  |
| 6.  | "Look on Down From the Bridge" (performed by Mazzy Star)                          | 4:46  |
| 7.  | "The Rick Dance" (performed by Justin Roiland, Lauren Hillman and Ryan Elder)     | 0:47  |
| 8.  | "Goodbye Moonmen" (performed by جيماين كليمان and Ryan Elder)                     | 2:21  |
| 9.  | "Summer and Tinkles" (performed by تارا سترونغ, Jevin Smith and Ryan Elder)       | 0:51  |
| 10. | "Do You Feel It?" (performed by Chaos Chaos)                                      | 4:11  |

| # | عنوان | المدة |
| - | ----- | ----- |

- بريدجيت كيمبرا - منتج إبداعي
- براندون ليفلي - المدير الإبداعي
- تري وادسورث - الإخراج الفني والتصميم
- جيف كلاينسميث - الإخراج الفني
- روبرت بيتي - عمل فني
- ويل سويني - عمل فني
- سايمان تشاو - عمل فني
- سكينر - عمل فني
- كريس «سي إن» نويل - ورنيش

## الرسوم البيانية
| رسم بياني (2018)                                     | قمة وضع |
| ---------------------------------------------------- | ------- |
| بيلبورد 200 الأمريكية                                | 107     |
| أفضل ألبومات الكوميديا في الولايات المتحدة (بيلبورد) | 1       |
| مبيعات الألبومات الأمريكية (لوحة)                    | 22      |
| ألبومات فينيل أمريكية (بيلبورد)                      | 1       |
| ألبومات أمريكية مستقلة (بيلبورد)                     | 4       |
| US Tastemakers (بيلبورد)                             | 6       |
| أفضل المقاطع الصوتية في الولايات المتحدة (بيلبورد)   | 4       |